# Leioproctus subminutus
Leioproctus subminutus är en biart som först beskrevs av Rayment 1934.  Leioproctus subminutus ingår i släktet Leioproctus och familjen korttungebin. Inga underarter finns listade i Catalogue of Life.

## Bildgalleri

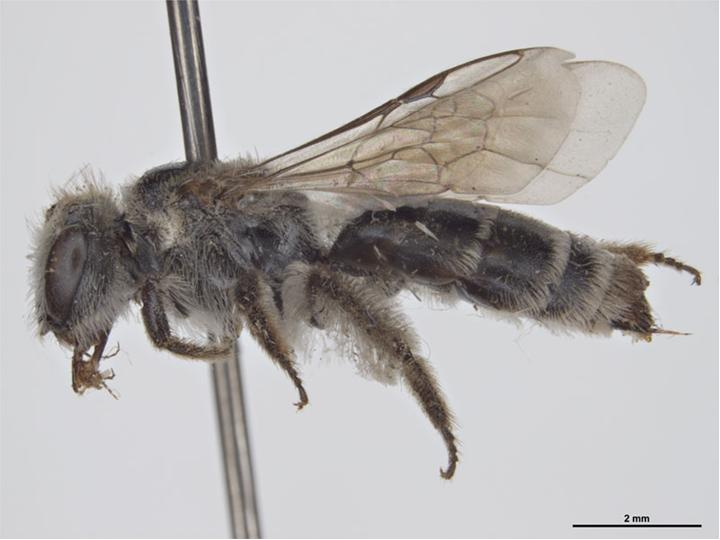